# (10199) Cariclo
(10199) Cariclo és un planeta menor que es troba entre les òrbites de Saturn i Urà a 16 ua de distància mitjana del Sol. És el major representant del grup d'asteroides dels centaures coneguts fins al moment, amb 232 km de diàmetre, seguit en grandària per (5145) Pholus i (2060) Quiró. El 26 de març de 2014 s'anuncià el descobriment de dos anells planetaris als quals se'ls donà els malnoms de Oiapoque i Chuí, pels dos rius que formen la costa fronterera nord i sud de Brasil; foren descoberts mentre s'observava una ocultació estel·lar
Va ser descobert per James V. Scotti, del programa de detecció de planetes menors (Spacewatch) el 15 de febrer de 1997, i se li assignà, com a denominació provisional, 1997 CU26. El seu nom definitiu prové de la nimfa Cariclo que, segons la mitologia grega, va ser l'esposa de Quiró i filla d'Apol·lo; d'aquesta manera se seguí la tradició de nomenar tots aquests objectes amb noms de centaures.
Les observacions infraroges han detectat l'existència de gel en la seva superfície, el qual, estaria localitzat en els seus anells.A la web de Mike Brown de possibles planetes nans, se li dona un diàmetre de 232 km.

## Mida
Cariclo és el centaure més gros conegut amb un diàmetre estimat de 232 km. (2060) Quiró, amb un diàmetre de 230 km, és probablement el segon més gros. El centaure perdut 1995 SN55 podria ser més gran, amb un diàmetre de prop de 300 km.

## Òrbita

Cariclo es troba a 0,09 au de la ressonància 4:3 d'Urà.

Es pensa que els centaures s'originaren en el cinturó de Kuiper i que es troben en òrbites dinàmicament inestables que els portaran a l'ejecció del sistema solar o a impactar contra el Sol o un planeta o convertir-se en un cometa de període curt.
L'òrbita de Cariclo és més estable que la de Nessus, Quiró, i Pholus. Cariclo es troba a 0,09 ua de la ressonància 4:3 d'Urà i s'estima que té una llarga vida mitjana orbital d'uns 10,3 milions d'anys. Les simulacions orbitals de vint clons de Cariclo suggereixen que no començarà no entrarà regularment en 3 ua (450 Gm) d'Urà durant uns 30.000 anys.
Durant l'oposició perihèlica de 2003–4, Cariclo tingué una magnitud aparent de +17,7. A 2012, Cariclo està a 14,1 ua del Sol.

## Anells
Una ocultació estel·lar de 2013 descobrí que Cariclo té dos anells, un d'uns 7 km d'ample i l'altre d'uns 3, i separats aproximadament 9 km per una zona estreta i fosca, i a 396 i 405 km de Cariclo. Això el converteix en l'objecte més petit conegut amb anells. Sambla que aquests anells serien els responsables de la font de la signatura d'aigua gelada trobada en l'espectre de Cariclo.
Els radis orbitals d'aquests anells són de 391 i 405 quilòmetres respectivament. Aquest tipus d'anells semblen haver-se format a partir de les restes d'una col·lisió i quedaren confinats en els dos estrets anells per la presència de com a mínim un possible satèl·lit pastor. Per això s'ha conjecturat l'existència d'un o més satèl·lits.